# Iglesia de la Santa Trinidad (Tobolsk)
La Iglesia de la Santa Trinidad (en ruso: Храм Пресвятой Троицы) es una iglesia católica en la ciudad de Tobolsk en Rusia, que está dedicada a la Santísima Trinidad. Depende de la diócesis de Novosibirsk. Se trata de un monumento histórico protegido de estilo gótico que se encuentra en el 11 de la calle Rosa de Luxemburgo (antes calle de la Anunciación). Ofrece adicionalmente conciertos de órgano públicos.
Como la mayoría de las comunidades católicas en Siberia, el núcleo original de la parroquia se compuso de polacos y lituanos influyentes desterrados a Siberia después de los acontecimientos insurreccionales del mes de noviembre de 1830 en Polonia. El gobernador dio permiso a la comunidad de los fieles católicos para construir una iglesia en 1843. La primera capilla de madera se construyó en 1848 y se estableció la comunidad como parroquia en 1868.
En 1891, el cura polaco pidió permiso para construir una iglesia más grande, permiso que le fue concedido seis años más tarde. La iglesia estuvo cerrada durante una campaña de ateísmo durante el Comunismo en 1923 y su campanario fue destruido. Tuvo entonces diversos usos. Las relaciones normales entre el Estado ruso y las diferentes denominaciones se normalizaron después de la caída del régimen comunista y la iglesia recuperó la parroquia en 1993. El trabajo de restauración duró hasta 2000. La iglesia fue consagrada de nuevo el 13 de agosto de 2000 por el obispo Joseph Werth.

## Véase también

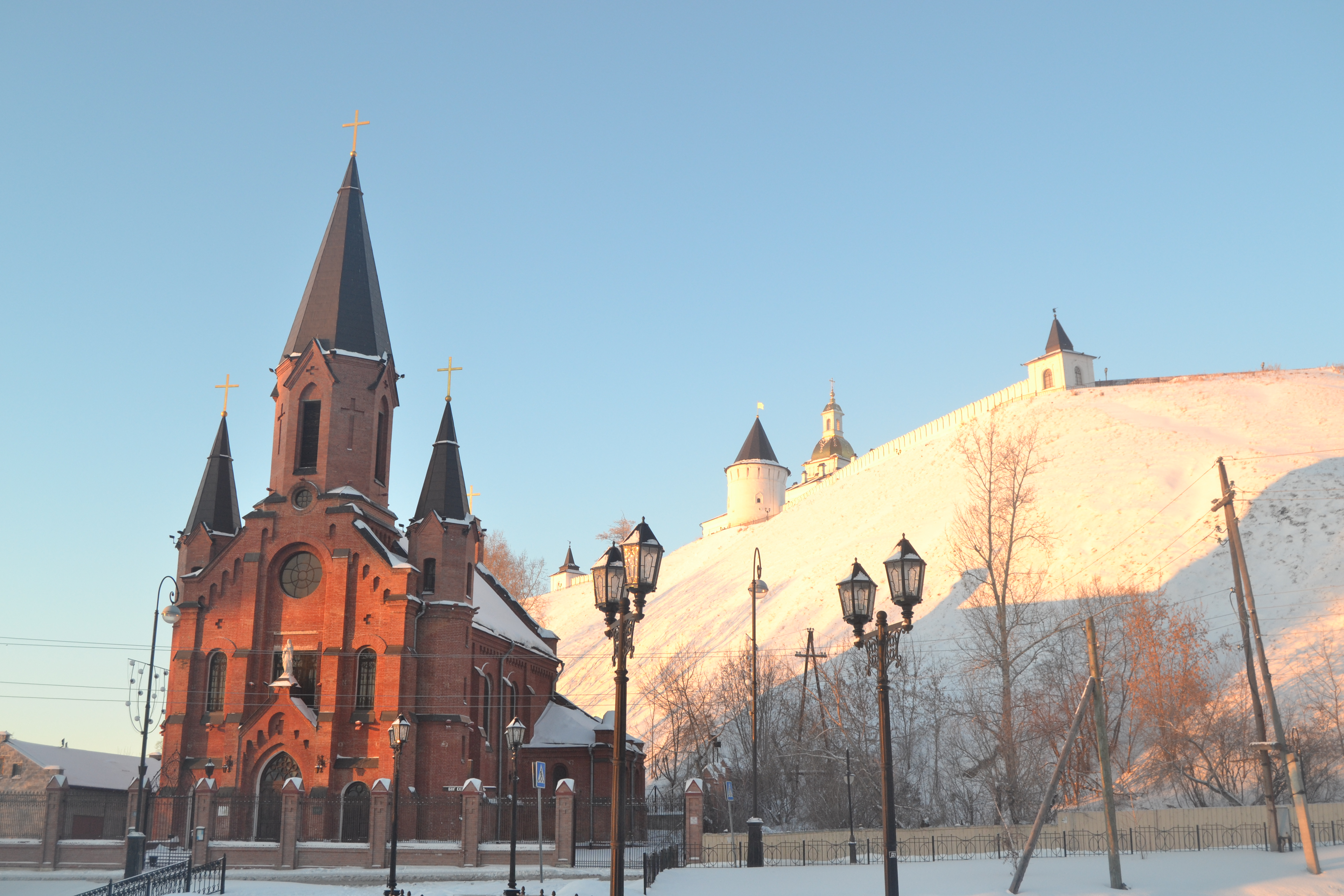
Otra vista del templo